# Померанцева, Наталья Алексеевна
Ната́лия Алексе́евна Помера́нцева (11 июня 1933, Москва, РСФСР, СССР — 3 февраля 2014, Москва) — российский искусствовед-египтолог, доктор искусствоведения, профессор, музыкант, профессор кафедры теории и истории искусства МГАХИ им. В. И. Сурикова, профессор Международного учебно-научного центра египтологии им. В. С. Голенищева, РГГУ (до 2011 г.), Член Международной ассоциации египтологов (IAE) и Международного общества по изучению Нубии.

## Биография
Родилась в семье физика, профессора МГУ им. М. В. Ломоносова Алексея Александровича Померанцева (1896—1979); мать Елена Николаевна — филолог.
Окончила Музыкальную академию им. Гнесиных (фортепиано) и искусствоведческое отделение исторического факультета МГУ. В 1971 году защитила кандидатскую диссертацию по теме «Скульптурные модели древнего Египта — к вопросу о творческом методе древнеегипетского мастера», с 1994 года — доктор искусствоведения (диссертация «Канон пропорций в скульптуре древнего Египта»), автор 5 монографий об искусстве, а также музыки и либретто балета «Картины и образы древнего Египта».

## Основные работы
- Роль системы пропорциональных соотношений в сложении канона в произведениях древнеегипетской пластики // Проблема канона…, М., 1973.
- Осмысление канона и традиций в искусстве Тель эль-Амарны // Тутанхамон и его время. М., 1976.
- Принцип композиции древнеегипетских памятников додинастического периода и эпохи первых двух династий. К истокам древнеегипетского канона // Искусство Востока и античность. М., 1977.
- Эстетические основы искусства Древнего Египта. М., 1985.
- The Geometrical Ваяя of hе Proportional Canon in Ancient Egyptian Art. Discussions in Egyptology 20. Oxford, 1991.
- The Grid оf Squares as the Mechanical Device of Рroportions in Ancient Egyptian Art. Discussions in Egyptology 21. Oxford, 1991.
- Картины и образы Древнего Египта / Моск. гос. акад. худож. ин-т им. В. И. Сурикова, Фак. теории и истории искусства. — М.: Галарт, 2012.
- Феномен канона в искусстве Древнего Египта. М.: БуксМАрт, 2018.